# Idioma francés en Estados Unidos

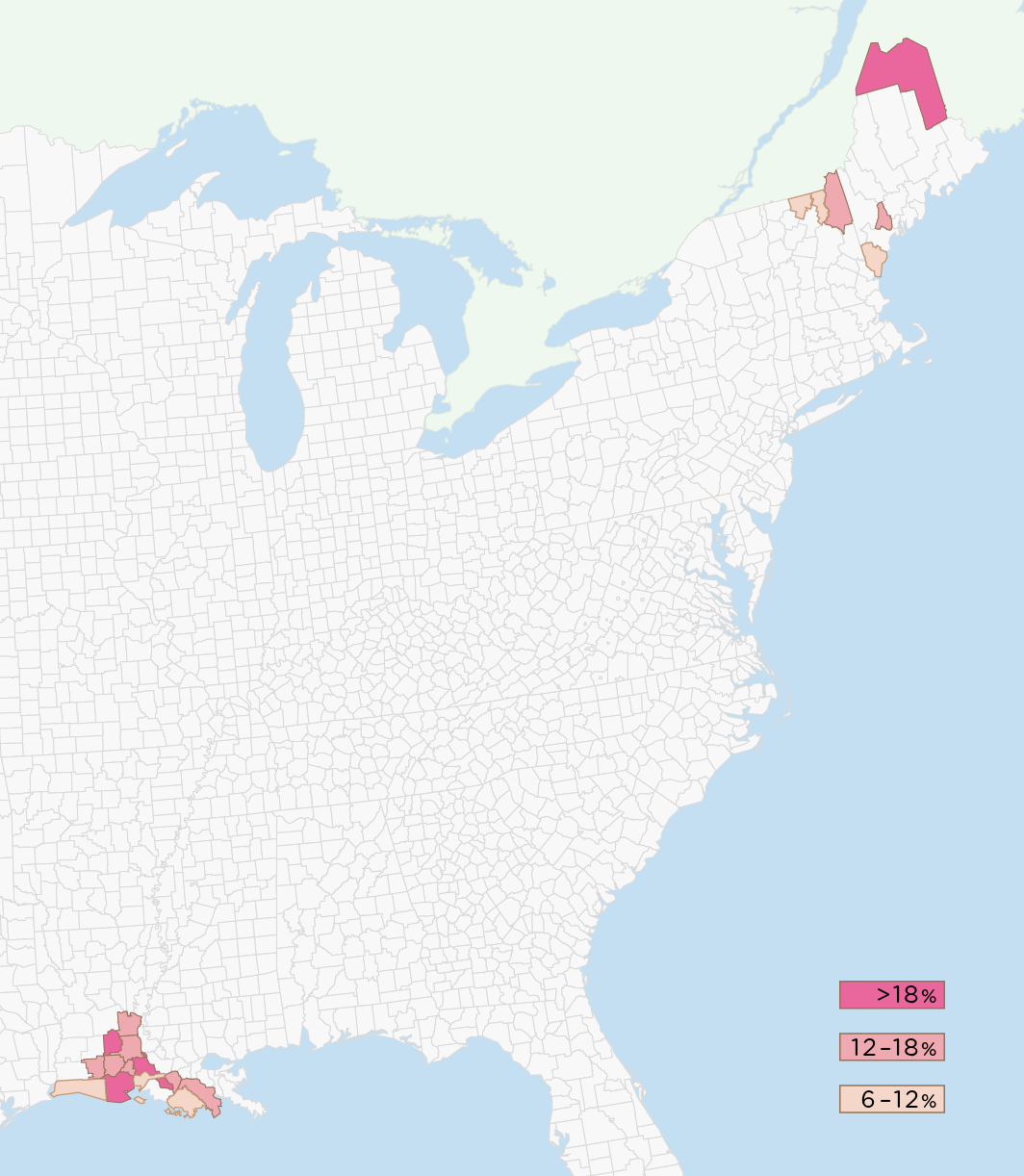
El idioma francés en Estados Unidos. Los condados y parroquias mostrados en color amarillo tienen el 6-12% de la población que habla francés en sus hogares; en color marrón, 12-18%; rojo, más del 18%. No se muestran las respuestas al censo en las categorías "Cajun" e Idiomas criollos de raíces francesas.

El idioma francés es una lengua minoritaria en Estados Unidos. De acuerdo a los datos del censo del año 2000, 1.6 millones de estadounidenses con más de cinco años de edad hablan este idioma en sus hogares; con lo cual el francés es el tercer idioma más hablado en el país después del inglés y el español. Las comunidades de habla francesa históricamente se han concentrado en el sur de Luisiana y el norte de Nueva Inglaterra. El francés es el segundo idioma más hablado en cuatro estados: Luisiana, Maine, Nuevo Hampshire y Vermont.
Históricamente se han hablado en lo que hoy es Estados Unidos diversas variedades del francés: 
- Francés de Luisiana (Cajún), hablado en Luisiana por descendientes de colonos de la antigua Luisiana francesa
- Francés de Nueva Inglaterra, hablado en Nueva Inglaterra por descendientes de inmigrantes canadienses de los siglos XIX y XX
- Francés de Missouri, hablado en el este de Misuri por descendientes de colonos franceses
- Francés Muskrat, hablado en Michigan por descendientes de colonos y aventureros franceses
- Francés Métis, hablado en Dakota del Norte por los Métis

## Comunidades francófonas
Más de 1000 habitantes (todas en Maine)
- Madawaska (pob. 4534) - 84% francoparlantes
- Fort Kent (pob. 4233) - 61% francoparlantes
- Van Buren (pob. 2631) - 79% francoparlantes
- Frenchville (pob. 1225) - 80% francoparlantes

Menos de 1000 habitantes (todas en Maine)
- Eagle Lake (pob. 815) - 50% francoparlantes
- St. Agatha (pob. 802) - 80% francoparlantes
- St. Francis (pob. 577) - 61% francoparlantes
- Grand Isle (pob. 518) - 76% francoparlantes
- Saint John Plantation (pob. 282) - 60% francoparlantes
- Hamlin (pob. 257) - 57% francoparlantes